# لينا هيوز
لينا هيوز (بالإنجليزية: Lena Hughes)‏ هي موسيقية أمريكية، ولدت في 1904، وتوفيت في 1998.